# 闇バイト家族
『闇バイト家族』（やみバイトかぞく）は、2024年1月6日（5日深夜）から3月23日（22日深夜）までテレビ東京系列の「ドラマ24」枠にて放送されたテレビドラマ。主演は鈴鹿央士。
闇バイト事件をテーマに、人生を踏み外してしまった5人の男女がニセ家族を演じながら人生をやり直そうとする姿が描かれる。

## あらすじ
様々な経歴や背景を持つ5人、田中颯斗、久保美咲、小川健三、原佳苗、そして栗林徹は、金に困って高収入のバイトを求めて闇バイトに応募する。しかし、未熟な素人窃盗団として空き巣に入った際、金庫を開ける一歩手前で失敗、さらには逃走中に人を轢いてしまう。翌日、ひき逃げをネタに脅され、サンジという謎の男から指令を受け、ニセ家族を演じながらさまざまな闇バイトに手を染めていくことになる。

## キャスト

### 主要人物
田中颯斗（たなか はやと）〈25〉
演 - 鈴鹿央士
闇バイト家族の長男。逃げ足の早さだけが取り柄。
久保美咲（くぼ みさき）〈24〉
演 - 山本舞香
闇バイト家族の長女。口が悪くてドS。人には言えない事情を抱える。
小川健三（おがわ けんぞう）〈57〉
演 - 光石研
闇バイト家族の父親。女性とお金にだらしないため、家族から絶縁されている。
原佳苗（はら かなえ）〈56〉
演 - 麻生祐未
闇バイト家族の母親。惚れた男のために勤務先のお金を横領してしまった過去を持つ。
栗林徹（くりばやし とおる）〈80〉
演 - 綾田俊樹
闇バイト家族の祖父。普段はほとんど話さないが、実は前科24犯の伝説の空き巣。趣味はタロットカードでけっこう当たる。

### 七王子警察署
山路洋平 / サンジ
演 - 吹越満
指示役の男。5人のひき逃げを目撃したことで彼らの弱みを握り、闇バイトの指令を次々と出す。
2年前から失踪中である息子を探している。
本郷和哉
演 - 山口祥行
闇バイト事件を追う中堅刑事。山路とは仲が悪く、悉く対立している。
岡田辰夫
演 - 諏訪太朗
本郷らの先輩刑事。「仏の岡田」と呼ばれている温厚な刑事。
鵜木半蔵
演 - 見津賢
若手刑事。逃走中の闇バイト家族の車に轢かれる。
国木田誠
演 - 三上市朗（第4話 - 第6話・第9話・第10話・最終回）
七王子警察署の捜査本部の指揮官。

### 犯罪組織「D」
一ノ瀬
演 - 丸山智己（ - 第11話）
この街で暗躍する犯罪組織集団のボス。
岩永
演 - 木村知貴（第3話・第6話・第7話・第9話 - 第11話）
Dの部下。

### その他
轟大介
演 - 夏生大湖
陽気な宅配バイト。闇バイト家族の家によく食事を届けに来る。
ソジュン
演 - 長妻怜央（7ORDER）（第2話・第5話・第7話）
人気韓国ドラマ「恋は9時着」の主演俳優。佳苗が大ファン。

### ゲスト

#### 第1話
財前幸四郎
演 - 近藤公園
5人が空き巣に入る資産家家族の父親。
財前慶子
演 - 倉本清子
幸四郎の妻。
財前奈菜
演 - 福長采良
幸四郎の娘。
熊崎梨奈
演 - 森マリア（第7話・第8話）
颯斗の元カノ。颯斗と偶然再会すると、未払いの慰謝料20万円を100万円に釣り上げ、しかも支払いを翌日に指定する。

#### 第2話
五十嵐弘
演 - 遠藤雄弥（第3話）
特殊詐欺グループを取り仕切る極悪兄弟の兄。
五十嵐丈
演 - 渡部龍平（第3話）
弘の弟。
ヘナ
演 - 秋乃ゆに（第5話・第7話）
人気韓国ドラマ「恋は9時着」でソジュンの相手役を務める女優。

#### 第4話
島崎弘
演 - 合田雅吏
「出会い系サクラ」の闇バイトでカモとして狙われる。しかし美咲の飲み物に薬を仕込み、ホテルに連れ込む。
久保華子
演 - 徳永のんの
美咲の妹。手術が必要な病で入院している。

#### 第5話
牧田浩一郎
演 - 岩谷健司（第6話）
颯斗たちが「名前のない展望台」で会う家族の父親。その後もよく遭遇する。
キャリーケースを颯斗たちのものと取り違える。交換するために旅館へ来た颯斗たちと同宿することになる。
正体は静岡県警富士沼署の刑事課長。部下を引き連れて、慰安旅行をしていた。
牧田かよ子
演 - 丸山優子（第6話）
浩一郎の妻。正体は静岡県警富士沼署 刑事課の刑事。
牧田市雄
演 - 天海塁（第6話）
浩一郎とかよ子の息子。キャンピングカーが好き。
警察官
演 − 諸喜田智也
強盗事件発生のため検問を行っている警察官。健三の免許証を確認した後、「車内に危ないものが無いか確認させてもらっていいですか」とキャンピングカーに乗り込んでくる。
強盗犯と思われる男
演 - 塩谷惣一朗
佳苗を盾にしナイフを出す。颯斗が不器用に拳銃を構えると少しおじけづく。毛皮のコートの男が現れると、仲間2人とともに逃げ出した。
毛皮のコートの男
演 - 藤井陽人
手下2人とともに拳銃を受け取りに現れる。拳銃とバッグを受け取ると、大きなキャリーケースを渡してくる。

#### 第6話
旅館の番頭
演 - 鈴木淳
刑事
演 - 大沢健
静岡県警富士沼署 刑事課の刑事。
湊
演 - 川口貴弘
静岡県警富士沼署 刑事課の刑事。
ホームレスらしき男性
演 - 聖隆樹
山路たちが踏み込んだ建物の地下で酒を飲んでいる男。

#### 第7話
ドユン / 堂本優（どうもと ゆう）
演 - 長妻怜央（第8話・第9話）
人気韓国ドラマの主演俳優・ソジュンにそっくりな男性。日本へ留学してきている21歳の美大生と名乗り佳苗に接近する。その後佳苗にプロポーズする。
正体は国際ロマンス詐欺常習犯の日本人。健三に殴られて一時気を失うが、黒い覆面の男と一緒に逃亡する。
カフェの客
演 - NEE（くぅ、夕日、かほ、大樹）
人気韓国ドラマの配信動画に悶絶している佳苗を、訝しげに見る若者たち。
平田浩司
演 - 堀丞（第8話）
梨奈の友達。梨奈が颯斗に請求している慰謝料の金額を釣り上げようとする。

#### 第9話
シャオミー
演 - 中村ゆりか（ - 第11話）
上物の覚醒剤を作っている中国の老舗マフィア・シャオ家の娘。覚醒剤を作るために来日する。リケジョで覚醒剤製造に”ブレイキング・バッド”的な才能を持つ。
シャオユー
演 - カトウシンスケ（ - 第11話）
シャオ家の長男。シャオミーの兄。腕っぷしが強く、狂犬と恐れられている。
シャオチャン
演 - 工藤俊作（ - 第11話）
シャオ家の父。現ボス。
シャオワン
演 - 響野夏子（ - 第11話）
シャオ家の母。元歌姫。
シャオシェン
演 - 春延朋也（ - 第11話）
シャオチャンの父。先代ボス。
Dの部下
演 - 井上蓮、逢阪歩叶、バディ雅（共に第11話）
- 東康仁、中村和之

#### 第10話
仙波彰
演 - 佐藤五郎 （ - 最終回）
覚醒剤の取引相手「照東会」の若頭。
仙波の部下
演 - 中野匡人、榎木薗郁也 、斉藤達矢、なめ茸鶴生（共に - 最終回）
若者
演 - 稲垣政成、中里信之介
遊園地内のスイーツ店の列に並ぶ颯斗たちの前に割り込む。指摘した颯斗に因縁をつけ、颯斗たちの前に立ちはだかったシャオユーとともに橋の下へ。だが逆にシャオユーと美咲に負けて逃げ出す。
刑事
演 - 藤山ユウキ
山路たちの同僚の刑事。

## スタッフ
- 脚本 - ふじきみつ彦、金沢知樹[3]
- 監督 - 小路紘史、宮脇亮、西古屋竜太[3]
- 音楽 - 遠藤浩二[3]
- オープニングテーマ - idom「アングラ」（Sony Music Labels）[34]
- エンディングテーマ - NEE「一揆」（Getting Better / Victor Entertainment）[34]
- 警察監修 - 古谷謙一
- アクション指導 - 劔持誠
- チーフプロデューサー - 祖父江里奈（テレビ東京）[3]
- プロデューサー - 濱谷晃一（テレビ東京）、木村綾乃（The icon）[3]
- 制作 - テレビ東京、The icon[3]
- 製作著作 - 「闇バイト家族」製作委員会[3]

## 放送日程
| 話数   | 放送日  | サブタイトル                       | 脚本                | 監督       |
| ------ | ------- | ---------------------------------- | ------------------- | ---------- |
| 第1話  | 1月06日 | 人生ドン底5人の強盗計画!           | ふじきみつ彦        | 小路紘史   |
| 第2話  | 1月13日 | 危険な"闇ギョーザ"バイト!?         | ふじきみつ彦        | 小路紘史   |
| 第3話  | 1月20日 | 特殊詐欺グループVS闇ギョーザ屋家族 | ふじきみつ彦        | 小路紘史   |
| 第4話  | 1月27日 | 出会い系のサクラで大ピンチ!        | ふじきみつ彦        | 西古屋竜太 |
| 第5話  | 2月03日 | 家族旅行のフリして拳銃を運べ!      | 金沢知樹 高橋秀斗   | 宮脇亮     |
| 第6話  | 2月10日 | キャリーケースの中身は死体!?       | 金沢知樹 寺坂尚呂己 | 宮脇亮     |
| 第7話  | 2月17日 | 禁断の恋に要注意!                  | ふじきみつ彦        | 西古屋竜太 |
| 第8話  | 2月24日 | 国際ロマンス詐欺の危機!            | ふじきみつ彦        | 西古屋竜太 |
| 第9話  | 3月02日 | 闇バイト家族VS中国マフィア家族!?   | 金沢知樹 寺坂尚呂己 | 宮脇亮     |
| 第10話 | 3月09日 | 中国マフィアと遊園地デート!?       | 金沢知樹 萩森淳     | 宮脇亮     |
| 第11話 | 3月16日 | 中国マフィアのフリをしろ!          | ふじきみつ彦        | 小路紘史   |
| 最終話 | 3月23日 | 衝撃ラスト! さよなら、闇バイト家族 | ふじきみつ彦        | 小路紘史   |

## 放送局
| 放送期間               | 放送時間                     | 放送局         | 対象地域          | 備考   |
| ---------------------- | ---------------------------- | -------------- | ----------------- | ------ |
| 2024年1月6日 - 3月23日 | 土曜 0:12 - 0:52（金曜深夜） | テレビ東京     | 関東広域圏        | 製作局 |
|                        |                              | テレビ大阪     | 大阪府            |        |
|                        |                              | テレビ愛知     | 愛知県            |        |
|                        |                              | テレビせとうち | 岡山県・香川県    |        |
|                        |                              | テレビ北海道   | 北海道            |        |
|                        |                              | TVQ九州放送    | 福岡県            |        |
| 2024年4月8日 - 6月24日 | 月曜 0:00 - 0:35（日曜深夜） | BSテレ東       | BS放送 / 日本全域 |        |

### ネット配信
| 配信開始月 | 配信サイト     | 配信料金     | 備考           |
| ---------- | -------------- | ------------ | -------------- |
| 2024年1月  | ネットもテレ東 | 広告付き無料 | 見逃し配信     |
| 2024年1月  | TVer           | 広告付き無料 | 見逃し配信     |
| 2024年1月  | U-NEXT         | 定額制有料   | 独占見放題配信 |
| 2024年1月  | Lemino         | 定額制有料   | 独占見放題配信 |